# Aeilko Zijlker
Aeilko Jans Zijlker (Nieuw Beerta, 31 mei 1840 - Singapore, 27 december 1890) was een Nederlandse ondernemer en grondlegger van Royal Dutch Shell.
Aeilko was de zoon van Jan Freerks Zijlker, een herenboer die van 1849-1868 lid van de Tweede Kamer was. Op twintigjarige leeftijd vertrok hij na een ongelukkige liefde naar Oost-Sumatra om daar tabaksplanter te worden. Hij werd administrateur van de Oost-Sumatra Tabak Maatschappij. In 1880 schuilde hij voor onweer en in een niet gebruikte tabakschuur samen met een mandoer, die een toorts gebruikte met opmerkelijk helder licht. Die bleek besmeerd met een substantie afkomstig van plassen in de omgeving. Zo ontdekte hij daar olie.
Op 16 juni 1890, richtte hij de Koninklijke Maatschappij tot Exploitatie van Petroleumbronnen in Nederlandsch-Indie op. 
Hij overleed op vijftigjarige leeftijd tijdens een zakenreis in Singapore.
Het buurthuis, Aeilko Zijlkerhuis, in Nieuw Beerta was naar hem vernoemd, maar sloot in 2013 de deuren.